# Alcyna ocellata
Alcyna ocellata is een slakkensoort uit de familie van de Trochidae. De wetenschappelijke naam van de soort werd voor het eerst geldig gepubliceerd in 1860 door A. Adams.